# Курт Нойберт
Курт Нойберт (нім. Kurt Neubert; 24 березня 1910, Глучін — ?) — німецький офіцер-підводник, капітан-лейтенант крігсмаріне.

## Біографія
5 квітня 1935 року вступив на флот. З серпня 1939 року — вахтовий і дивізійний офіцер на лінкор «Шарнгорст». З липня 1940 по лютий 1941 року пройшов курс підводника. З 22 березня 1941 року — 1-й вахтовий офіцер на підводному човні U-126. В січні-квітні 1942 року пройшов курс командира човна. В березні-квітні 1942 року — командир U-46, з 4 липня 1942 по 4 лютого 1943 року — U-167, на якому здійснив 1 похід (21 грудня 1942 — 16 січня 1943). В лютому 1943 року переданий в розпорядження 10-ї флотилії. З квітня 1943 року служив на командному пункті підводного флоту в Гамбурзі, з вересня 1943 по 8 травня 1945 року — в штабі 31-ї флотилії.

## Звання
- Кандидат в офіцери (5 квітня 1935)
- Морський кадет (25 вересня 1935)
- Фенріх-цур-зее (1 липня 1936)
- Оберфенріх-цур-зее (1 січня 1938)
- Лейтенант-цур-зее (1 квітня 1938)
- Оберлейтенант-цур-зее (1 жовтня 1939)
- Капітан-лейтенант (1 жовтня 1942)

## Нагороди
- Медаль «За вислугу років у Вермахті» 4-го класу (4 роки)